# Chandauli
Chandauli es  un pueblo y nagar Panchayat situado en el distrito de Chandauli en el estado de Uttar Pradesh (India). Su población es de 23020 habitantes (2011). Se encuentra a 30 km de Benarés.

## Demografía
Según el  censo de 2011 la población de Chandauli era de 23020 habitantes, de los cuales 11931 eran hombres y 11089 eran mujeres. Chandauli tiene una tasa media de alfabetización del 82,15%, superior a la media estatal del 67,68%: la alfabetización masculina es del 89,07%, y la alfabetización femenina del 74,72%.